# May Sardouk
May Wafic Sardouk (arab. ‏مي وفيق سردوك‎, ur. 4 czerwca 1963) – libańska lekkoatletka specjalizująca się w biegach sprinterskich, uczestniczka letnich igrzysk olimpijskich.
Sardouk reprezentowała Liban na Letnich Igrzyskach Olimpijskich 1988 w Seulu na dystansie 400 m. W eliminacjach z czasem 1:00,01 zajęła 6. miejsce i odpadła z rywalizacji.